# Imagisme
Imagisme is een poëtische beweging die bloeide in de Verenigde Staten en Engeland tussen 1909 en 1917. 
De belangrijkste voorlopers van de imagisten waren de symbolisten, met name de groep Franse dichters in de jaren 1860 die zichzelf de parnassiens noemden. Dichters als Stéphane Mallarmé en Paul Verlaine (beiden beïnvloed door een eerdere parnassien, Charles Baudelaire, die daarom wordt beschouwd als de eigenlijke "vader" van het literaire symbolisme) streefden in hun poëzie exactheid en objectiviteit na, en vermeden persoonlijke emotie in hun gedichten.
De beweging van het imagisme werd geleid door de Amerikaanse dichters Ezra Pound en (later) Amy Lowell. Andere imagisten onder de dichters waren de Engelse schrijvers D.H. Lawrence en Richard Aldington en de Amerikaanse dichters John Gould Fletcher en Hilda Doolittle. Deze dichters publiceerden manifesten en schreven gedichten en essays die hun theorieën belichaamden. Hun poëtisch programma werd omstreeks 1912 geformuleerd door Ezra Pound, in samenwerking met collega-dichters Hilda Doolittle ("H.D."), Richard Aldington en F.S. Flint. De imagisten verwierpen het sentiment en de discursiviteit ('al denkend' opgebouwde gedichten) die typisch waren voor veel romantische en victoriaanse poëzie. Zij legden de nadruk op het gebruik van nauwkeurige, scherpe beelden als middel van poëtische expressie, en streefden naar precisie in hun woordkeuze. De dichter kreeg de vrijheid in de keuze van onderwerp en vorm en diende bij voorkeur de gewone omgangstaal te gebruiken. Het merendeel van de imagistische dichters schreef in vrije verzen, met behulp van stijlmiddelen zoals assonantie en alliteratie in plaats van formele metrische schema's om structuur te geven aan hun poëzie. 
De Amerikanen Marianne Moore, William Carlos Williams en Carl Sandburg werden als schrijver beïnvloed door het imagisme. 
Bekende verzamelingen van imagistische poëzie zijn Des Imagistes: An Anthology (1914), samengesteld door Ezra Pound, en de drie anthologieën die verschenen onder de titel Some Imagist Poets (1915, 1916, 1917) die Amy Lowell samenstelde.